# Грейт Фолс
Грейт Фолс (на английски: Great Falls) е град в окръг Каскейд, щата Монтана, САЩ. Грейт Фолс е с население от 56 690 жители (2000) и обща площ от 51,6 km². Намира се на 1015 m надморска височина. ЗИП кодът му е 59401-59406, а телефонният му код е 406.

## Известни личности, свързани с града

### Родени
- Тера Патрик, родена 25 юли 1976 г. – порнографска актриса.